# رالف هايوود
رالف هايوود (بالإنجليزية: Ralph Heywood)‏ هو لاعب كرة قدم أمريكية وضابط أمريكي، ولد في 11 سبتمبر 1921 في لوس أنجلوس في الولايات المتحدة، وتوفي في 10 أبريل 2007 في بانديرا في الولايات المتحدة.